# Carystus diores
Carystus diores är en fjärilsart som beskrevs av Carl Plötz 1882. Carystus diores ingår i släktet Carystus och familjen tjockhuvuden. Inga underarter finns listade i Catalogue of Life.